# SAS Ligaen 2007-08
La SAS Ligaen 2007-08 és la temporada número divuit de la Superlliga de Dinamarca, la màxima competició del país. Està organitzada per l'Associació danesa de futbol. Va començar el 18 de juliol del 2007 i finalitzarà el 24 de maig del 2008.
El campió es classifica per la Lliga de Campions 2008/09 i per la Royal League. El subcampió i el tercer, es classifiquen per a la Copa de la UEFA i també per a la Royal League. El quart classificat també es classifica per la Royal League i per la Copa Intertoto. Els dos darrers classificats perden la categoria.

## Màxims golejadors
| Jugador          | Gols | Equip           |
| ---------------- | ---- | --------------- |
| Peter Graulund   | 13   | Aarhus GF       |
| Jeppe Curth      | 13   | Aalborg BK      |
| Martin Bernburg  | 13   | FC Nordsjælland |
| Frank Kristensen | 12   | FC Midtjylland  |
| Henrik Hansen    | 10   | AC Horsens      |
| Rade Prica       | 9    | Aalborg BK      |
| Christian Holst  | 8    | Lyngby BK       |